# Advocaat (drank)

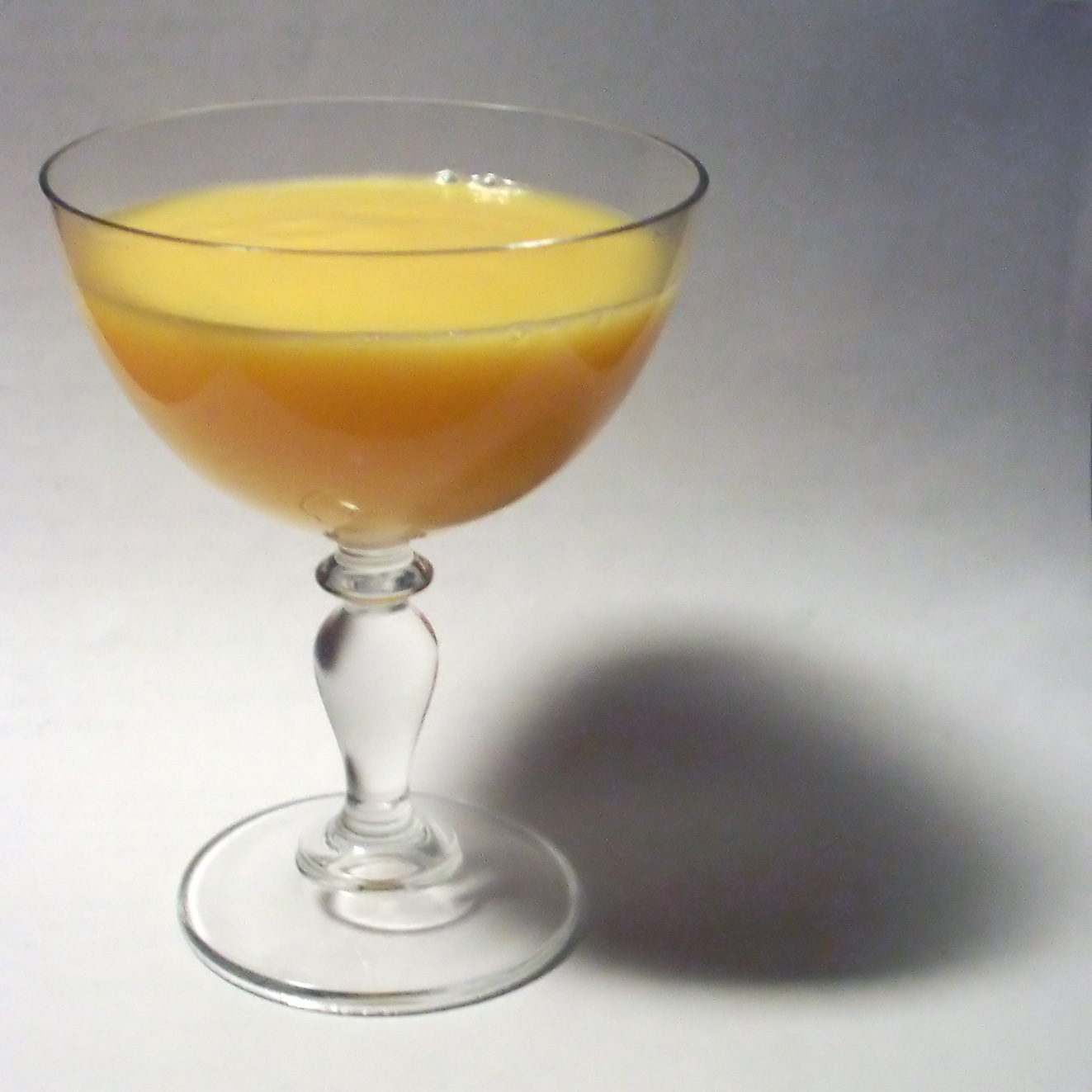
Een glaasje advocaat (zonder slagroom)

Affiche 'Advokaat' voor stokerij Vliegen te Hasselt, collectie Jenevermuseum Hasselt.

Advocaat is een dikvloeibare likeur die bereid wordt met eieren, alcohol in bijna pure vorm of in de vorm van brandewijn of jenever of andere hoog-alcoholische dranken, gecondenseerde melk en suiker. De gele kleur wordt veroorzaakt door het eigeel (en fabrieksmatig vaak onder toevoeging van een E-kleurstof). Dunne, vloeibare advocaat is bereid met het gehele ei. Voor een dikke, stijve advocaat worden alleen de eierdooiers gebruikt. Dunne advocaat is vooral bedoeld voor de export.
Het alcoholgehalte van advocaat bedraagt ongeveer 14 volumeprocent.

## Etymologie
De naam advocaat wordt wel geassocieerd met advocaat in rechtszaken, omdat de alcoholische substantie de keel zou smeren en de spraakzaamheid bevorderen. Meer voor de hand liggend is dat het woord is afgeleid van het Franse avocat en het Spaanse aguacate, dat avocado betekent. Van deze vrucht kan een drank worden gemaakt die qua substantie lijkt op de drank advocaat en in Indonesië adpokat heet.

## Wettelijke omschrijving
Volgens Verordening (EG) nr. 110/2008 van het Europees Parlement en de Raad van 15 januari 2008 betreffende de definitie, de aanduiding, de presentatie, de etikettering en de bescherming van geografische aanduidingen van gedistilleerde dranken en tot intrekking van Verordening (EG) nr. 1576/89 van de Raad is advocaat: een al dan niet gearomatiseerde gedistilleerde drank op basis van ethylalcohol uit landbouwproducten, distillaat en/of eau de vie die de ingrediënten kwaliteitseigeel, eiwit en suiker of honing bevat. Het gehalte aan suiker of honing, uitgedrukt in invertsuiker, bedraagt ten minste 150 g per liter. Het gehalte aan kwaliteitseigeel bedraagt ten minste 140 g per liter eindproduct. Het minimum alcoholgehalte bedraagt 14 volumeprocent.

## Gebruik

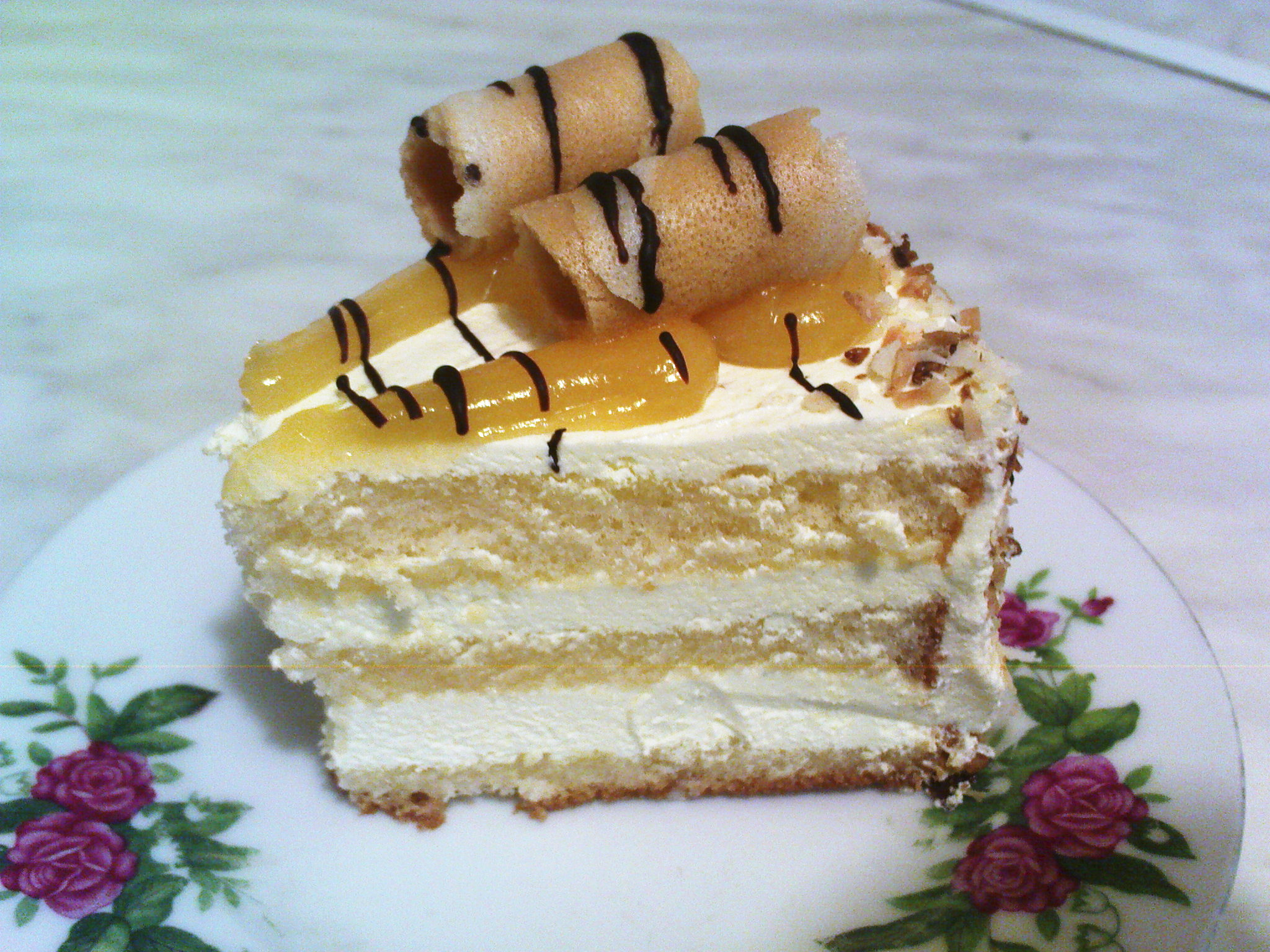
Pools gebak met eierlikeur

Advocaat is zo viskeus dat deze niet gedronken kan worden, maar met een lepeltje gegeten wordt. Soms wordt de advocaat met een toef slagroom geserveerd. Advocaat wordt gelepeld uit een likeurglas of klein portglas en wordt ook gebruikt op ijs, poffertjes of gebak.
Een aangebroken fles advocaat is, mits koel en donker bewaard, ca. 6 maanden houdbaar. Ongeopend ca. 12 maanden.

## Andere eierdranken
In Nederland worden ook eierdranken gemaakt met een kleinere hoeveelheid brandewijn, zoals zachtvocaat, Brabants genot en tokkelroom. Zij gebruiken over het algemeen geen gele kleurstof, zodat deze een lichtbeige-gele kleur hebben. In België wordt een eierdrank gemaakt met nagenoeg dezelfde hoeveelheid alcohol als in advocaat, maar zonder toegevoegde suiker of zuivel.